# Nœud de cravate
Le nœud de cravate est une manière d'entrecroiser les deux bandes de tissu d'une cravate. Il s'agit également d'un nœud marin de base. 

## Histoire
Le terme de « cravate » serait  une transformation du mot « croate », en référence aux soldats du même pays employés par Louis XIII au XVIIe siècle. Ces derniers  portaient  un foulard noué autour du cou. 
Sous Louis XIV, la cravate s'agrémente de différents  nœuds de rubans multicolores. Le Roi Soleil crée également la fonction de « cravatier ».
En 1999, deux scientifiques de l'Université de Cambridge nommés Thomas Fink et Yong Mao, ont publié A mathematical language describing tie knots dans le journal Nature.
À la suite d'un tutoriel Youtube sur le nœud de cravate porté par Le Mérovingien (nœud portant le même nom) du film The Matrix Reloaded, des mathématiciens suédois de l'Institut Royal de Technologies de Stockholm dont Mikael Vejdemo-Johansson, ont déterminé qu'il y a plus de 177 000 manières de nouer une cravate.

## Nœud de cravate dans la mode

### Matières
- La soie
- La laine
- Le lin
- Le coton
- Le synthétique
- Le Mogador (soie et coton)
- Les autres

### Type de nœud de cravates
- Le simple ou « Four in hand » ou américain
- Le double simple ou « Prince Albert » ou « Victoria »
- Le Windsor
- Le demi Windsor
- Le petit nœud de cravate
- Le croisé ou « Christensen »
- Le « Pratt » ou « Shelby »
- Le "Eldredge"
- Le « Trinity »
- Le « Cavendish »
- Le « Plattsburgh »
- L'Atlantique
- Le Mérovingien

### Faire un nœud de cravate
La galerie ci-dessous donne la méthode pour l'exécution du nœud Windsor, appelé aussi nœud double. Les images donnent l'aperçu du porteur de la cravate, sauf pour la dernière étape.

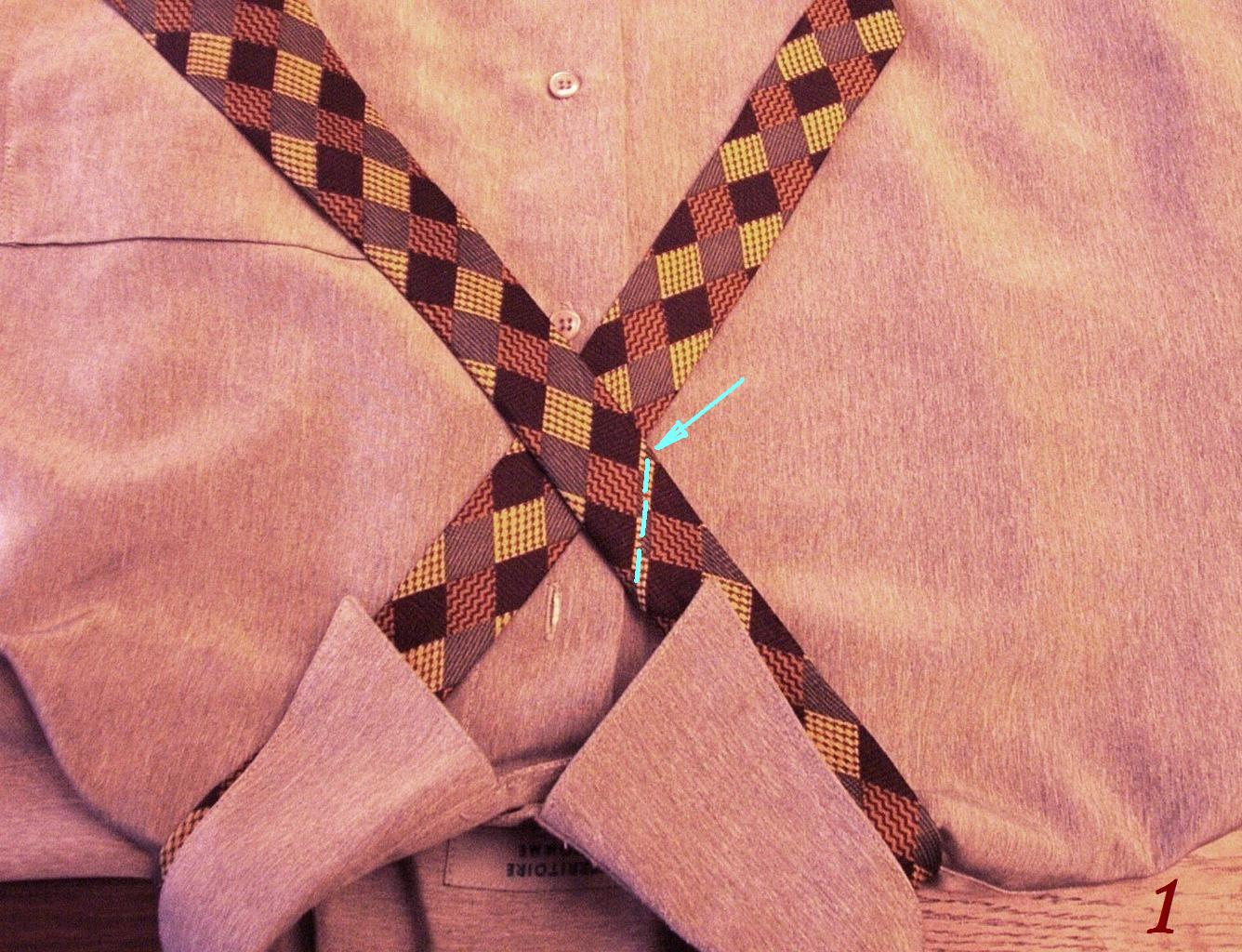
Enrouler la cravate autour du col. Croiser la bande large au-dessus du petit bout au niveau de la couture (cf image en taille réelle).
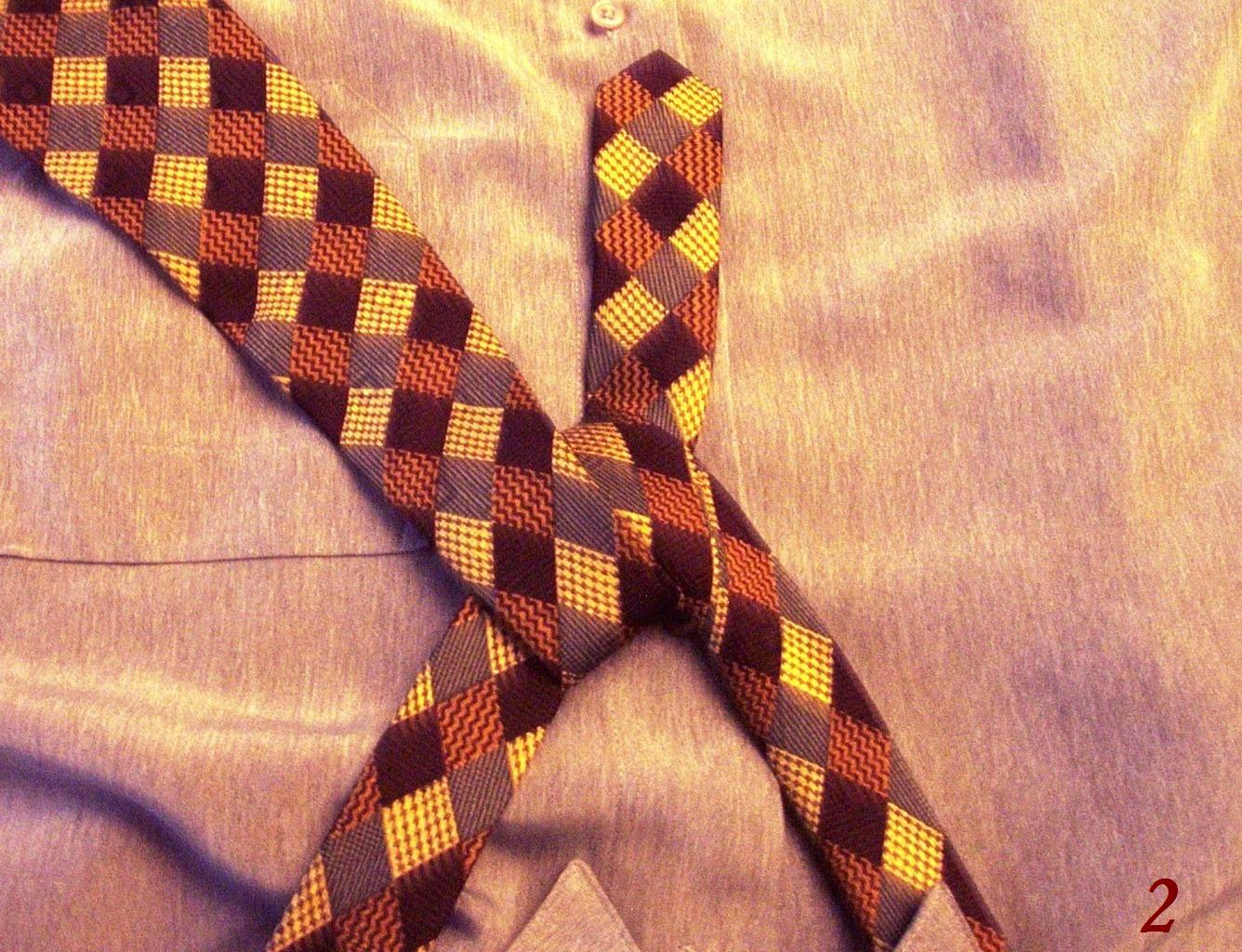
Faire le tour du brin. Tendre légèrement.
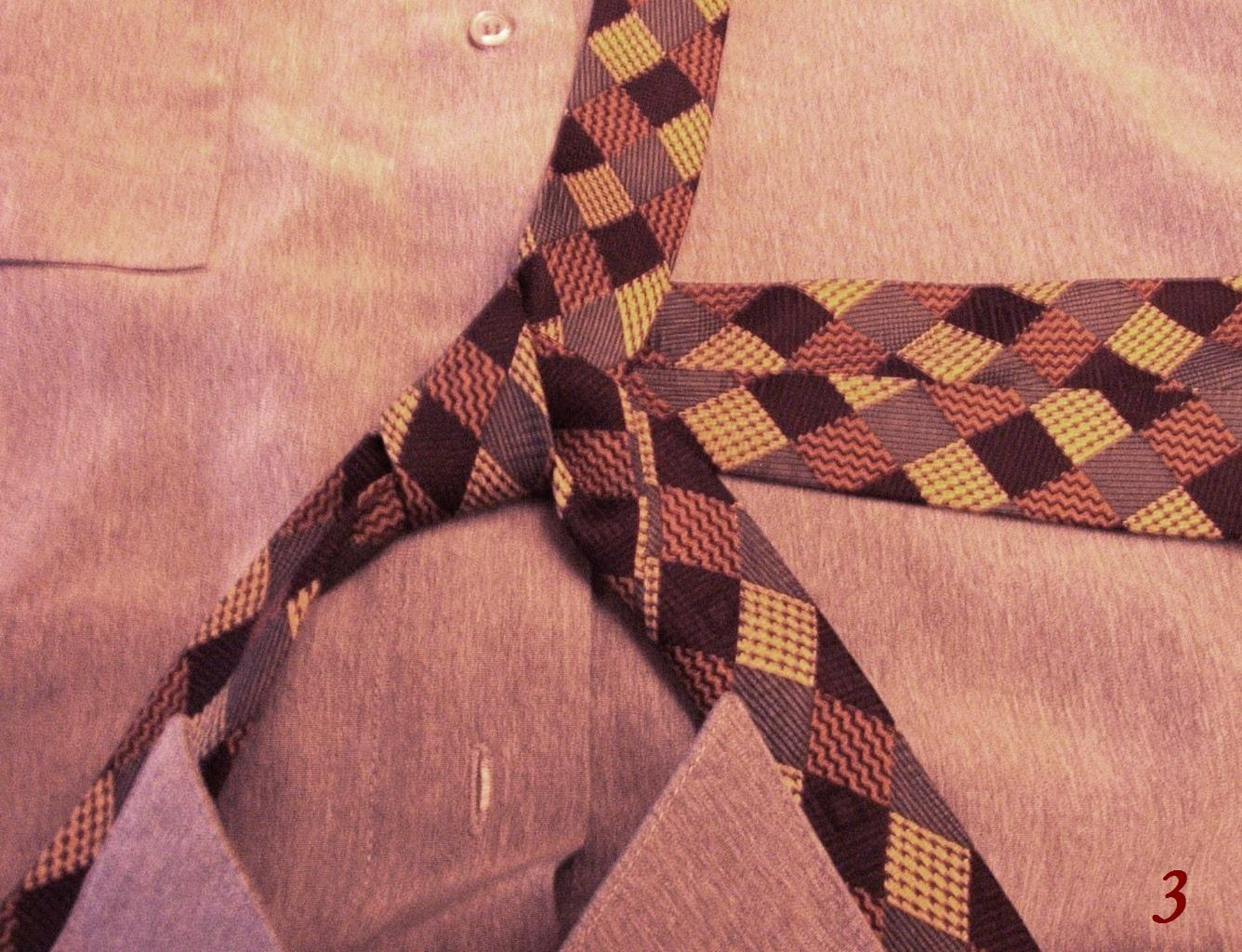
Passer derrière le petit bout. Maintenir tendu.
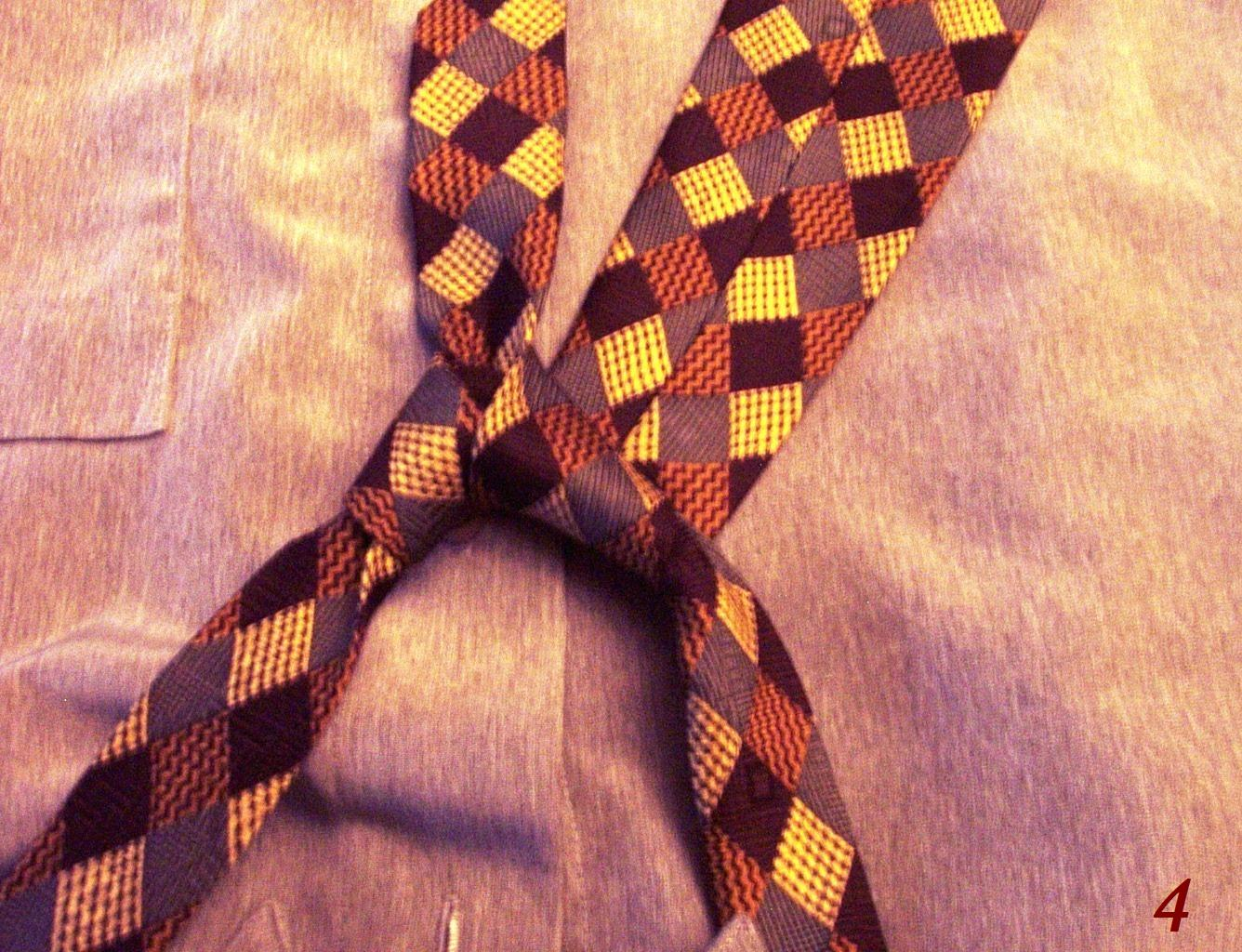
Faire le tour deuxième brin. Maintenir tendu.
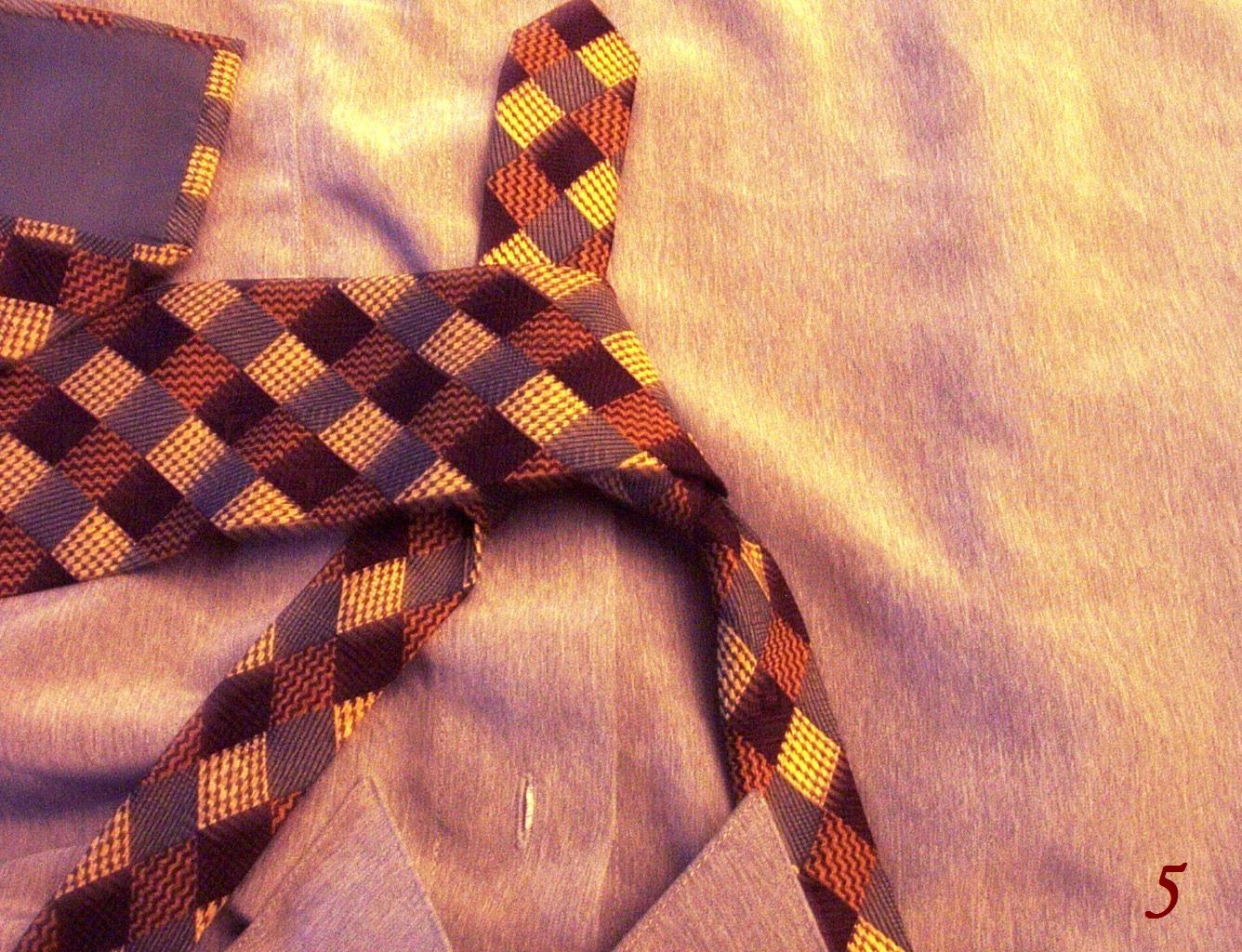
Passer devant le nœud. Cette partie constitue la partie visible du nœud définitif.
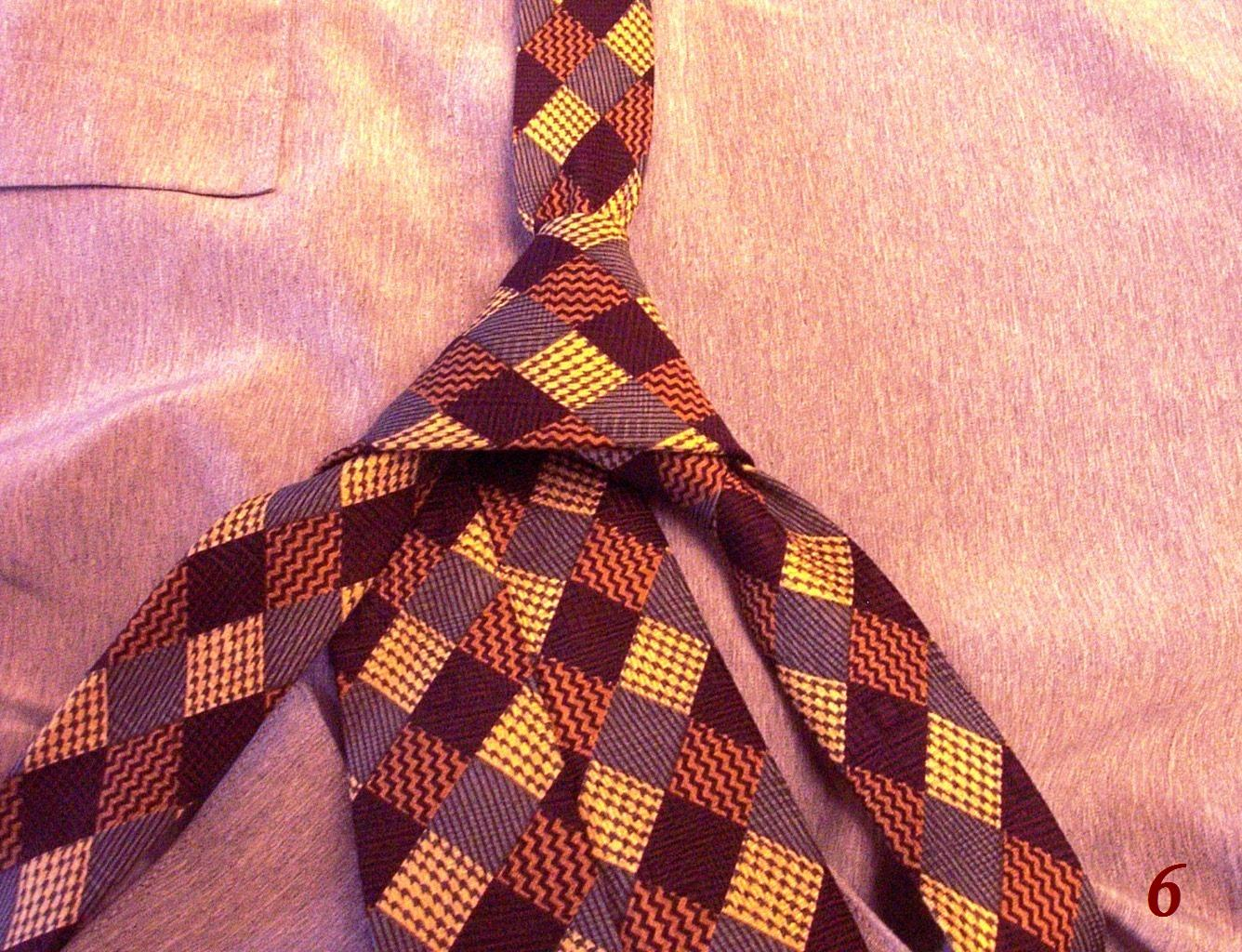
Passer derrière le premier brin.
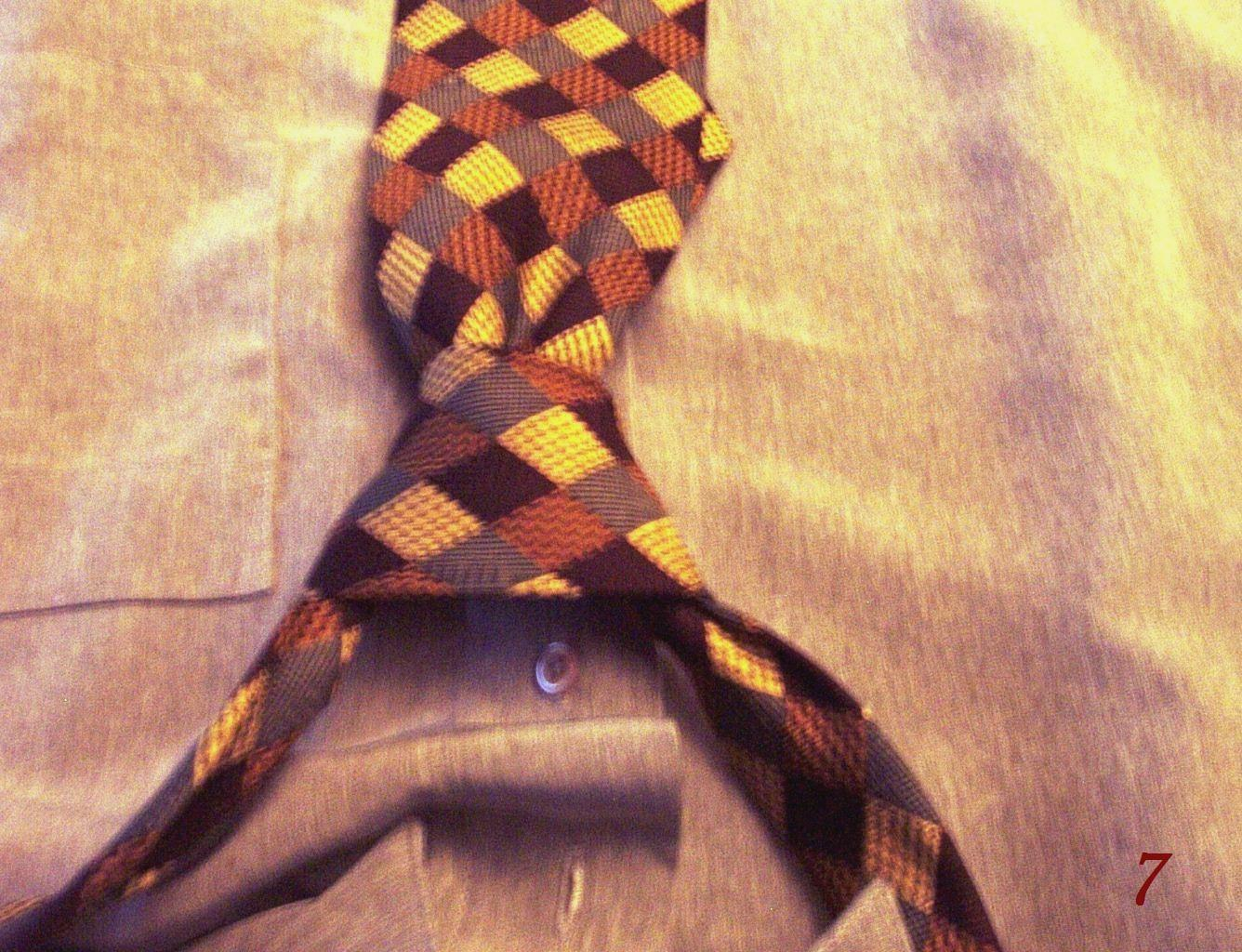
Passer dans le nœud, juste en dessous de la partie visible.
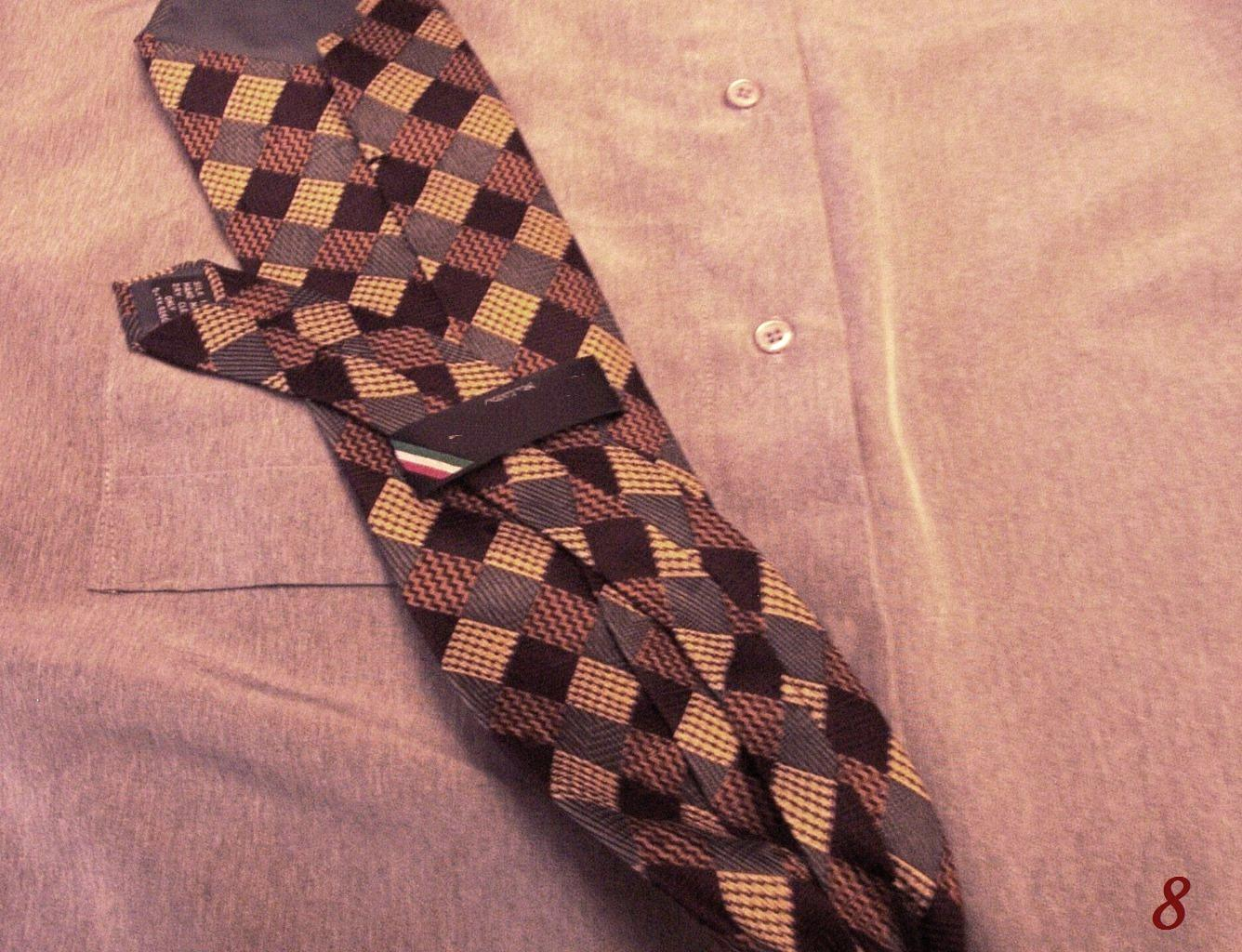
Ajuster le nœud en tirant sur le petit bout. Glisser le petit bout dans l'étiquette.
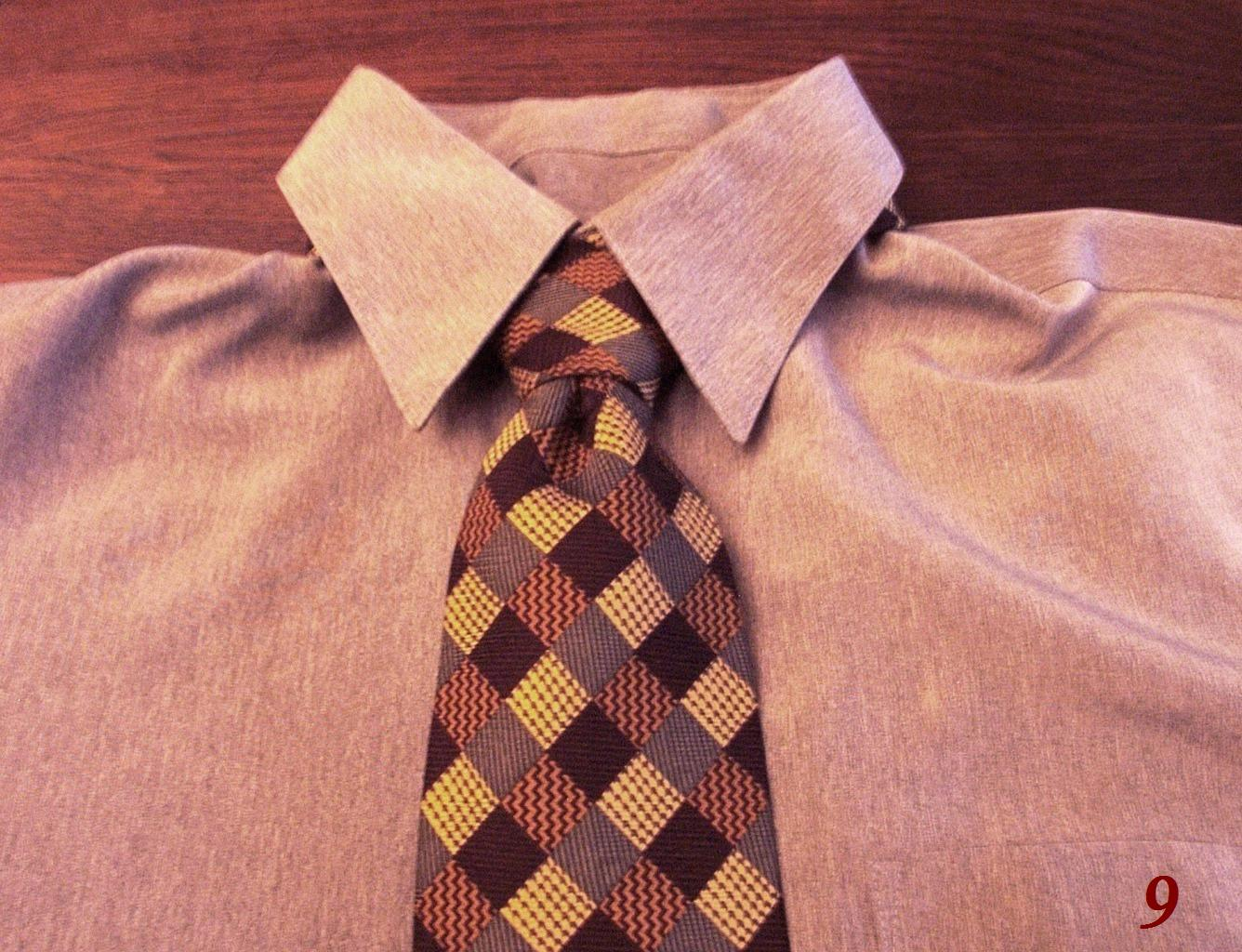
Le nœud doit présenter un pli central.
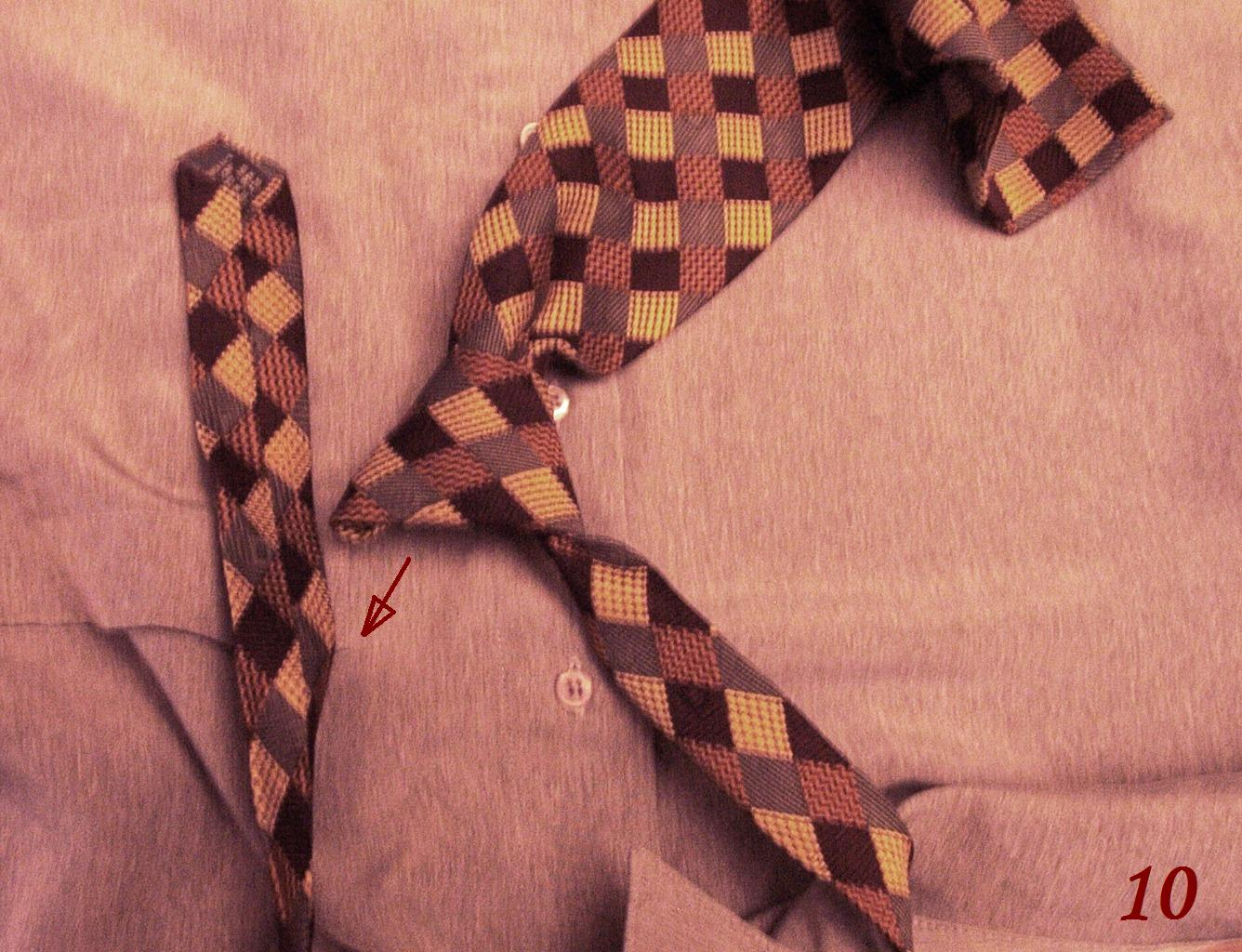
Pour retirer la cravate sortir complètement le petit bout.
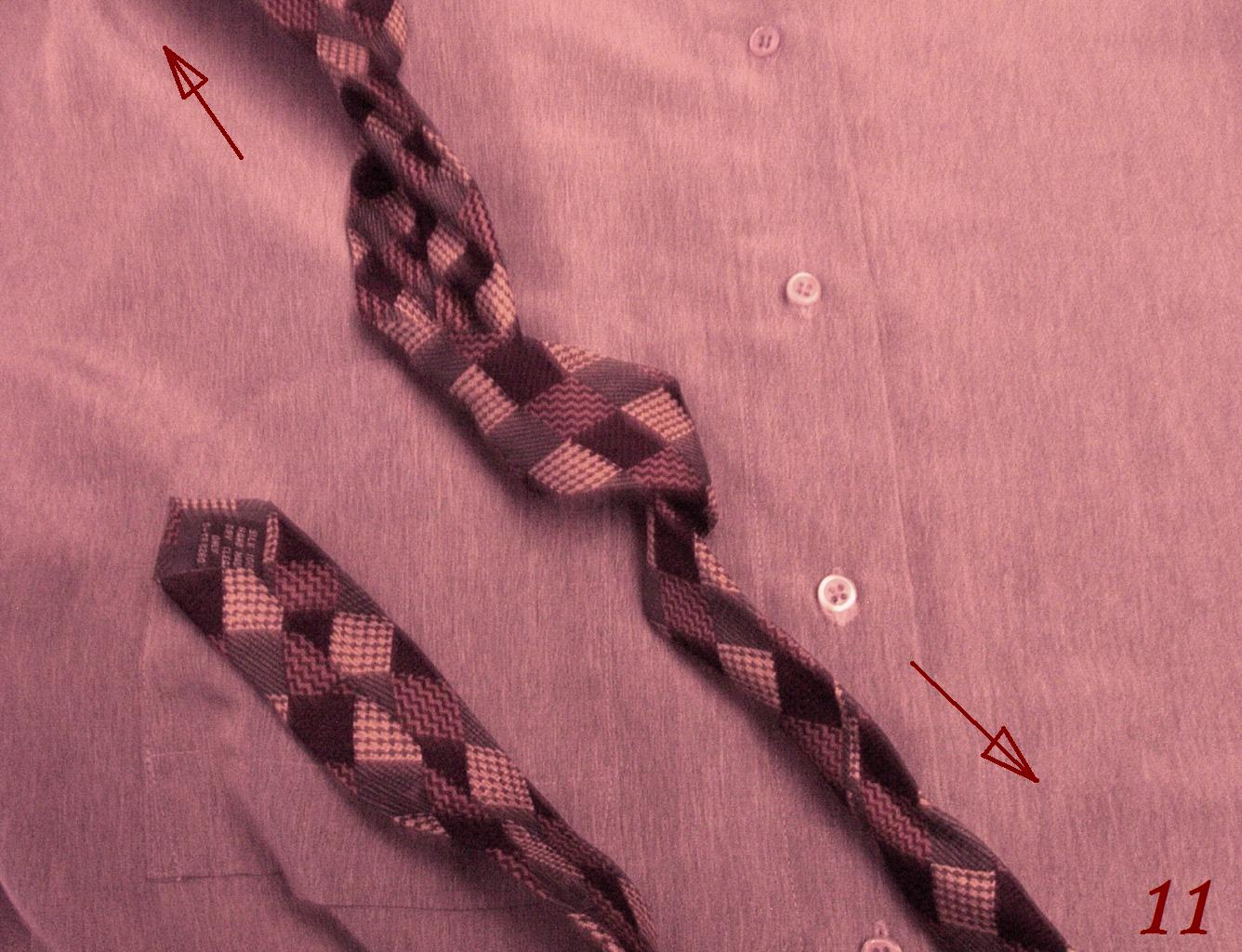
Claquer le nœud en tirant sur les deux extrémités.

## Nœud de cravate en marine
Le nœud de cravate est utilisé en matelotage, sur un voilier, comme nœud d'attache d'une voile au point de drisse. Il est également recommandé pour attacher un cordage à un émerillons, ou à une vergue. Le nœud de cravate présente toutefois l'inconvénient d'être difficile à défaire, car il se bloque fermement, permettant tout de même d'éviter de glisser.